# Drakensbergena
Drakensbergena är ett släkte av insekter. Drakensbergena ingår i familjen dvärgstritar.
Kladogram enligt Catalogue of Life:
| Drakensbergena | \| \| Drakensbergena fuscovittata \| \| \| \| \| \| Drakensbergena ochracea \| \| \| \| |
|                | \| \| Drakensbergena fuscovittata \| \| \| \| \| \| Drakensbergena ochracea \| \| \| \| |
|                | Drakensbergena fuscovittata                                                             |
|                |                                                                                         |
|                | Drakensbergena ochracea                                                                 |
|                |                                                                                         |